# Balayan, Batangas
Balayan là một đô thị cấp một ở tỉnh Batangas, Philippines. According to the 2007 census, it has a population of 79.407 người trong 13.843 hộ.

## Barangays
Balayan, về mặt hành chính, được chia thành 49 khu phố (barangay).
| - Baclaran - Barangay 1 (Pob.) - Barangay 2 (Pob.) - Barangay 3 (Pob.) - Barangay 4 (Pob.) - Barangay 5 (Pob.) - Barangay 6 (Pob.) - Barangay 7 (Pob.) - Barangay 8 (Pob.) - Barangay 9 (Pob.) - Barangay 10 (Pob.) - Barangay 11 (Pob.) - Barangay 12 (Pob.) - Calan - Caloocan - Calzada | - Canda - Carenahan - Caybunga - Cayponce - Dalig - Dao - Dilao - Duhatan - Durungao - Gimalas - Gumamela - Lagnas - Lanatan - Langgangan - Lucban Putol - Lucban Pook | - Magabe - Malalay - Munting Tubig - Navotas - Patugo - Palikpikan - Pooc - Putol - Sambat - Sampaga - San Juan - San Piro - Santol - Sukol - Tactac - Taludtud - Tanggoy |